# Fluholmane
Fluholmane, est une île dans le landskap Sunnhordland du comté de Vestland. Elle appartient administrativement à Kvinnherad.

## Géographie
Rocheuse et désertique, à l'exception de quelques bosquets en son centre, à fleur d'eau, elle s'étend sur environ 186 m de longueur pour une largeur approximative de 110 m.